# Symfonie nr. 7 (Joseph Haydn)
De Symfonie nr. 7 is een symfonie van Joseph Haydn, waarschijnlijk geschreven in 1761. De symfonie heeft als bijnaam Le Midi (Frans voor De Middag), samen met de 6de en 8ste vormt het een onderdeel van de zogenaamde Dagtrilogie (een verzameling van 3 symfonieën, die de delen van de dag belichamen).

## Bezetting
- 2 hobo's
- 2 fagotten
- 2 hoorns
- Strijkers
- Klavecimbel

## Delen
Het werk bestaat uit (uitzonderlijk) vijf delen:
1. Adagio - Allegro
2. Recitativo
3. Adagio
4. Menuetto en trio
5. Finale: Allegro

1 · 2 · 3 · 4 · 5 · 6 (Le Matin) · 7 (Le Midi) · 8 (Le Soir) · 9 · 10 · 11 · 12 · 13 · 14 · 15 · 16 · 17 · 18 · 19 · 20 · 21 · 22 (De Filosoof) · 23 · 24 · 25 · 26 (Lamentatione) · 27 · 28 · 29 · 30 (Halleluja) · 31 (Hoornsignaal) · 32 · 33 · 34 · 35 · 36 · 37 · 38 (Echo) · 39 · 40 · 41 · 42 · 43 (Mercurius) · 44 (Treursymfonie) · 45 (Afscheidssymfonie) · 46 · 47 (Palindroom) · 48 (Maria Theresia) · 49 (La Passione) · 50 · 51 · 52 · 53 (L'Impériale) · 54 · 55 (De schoolmeester) · 56 · 57 · 58 · 59 (Vuursymfonie) · 60 (Il distratto) · 61 · 62 · 63 (La Roxelane) · 64 (Tempora mutantur) · 65 · 66 · 67 · 68 · 69 (Laudon) · 70 · 71 · 72 · 73 (La chasse) · 74 · 75 · 76 · 77 · 78 · 79 · 80 · 81

88 · 89 · 90 · 91 · 92 (Oxford)

- Bibliothèque nationale de France: cb14838258h (data)
- Library of Congress Control Number: n83188387
- MusicBrainz work: 450d6d86-bd00-495d-8532-5f471958d80e
- Nationale Bibliotheek van Israël: 987007427220105171
- Virtual International Authority File: 175395750